# St. Helena und Andreas (Ludwigslust)

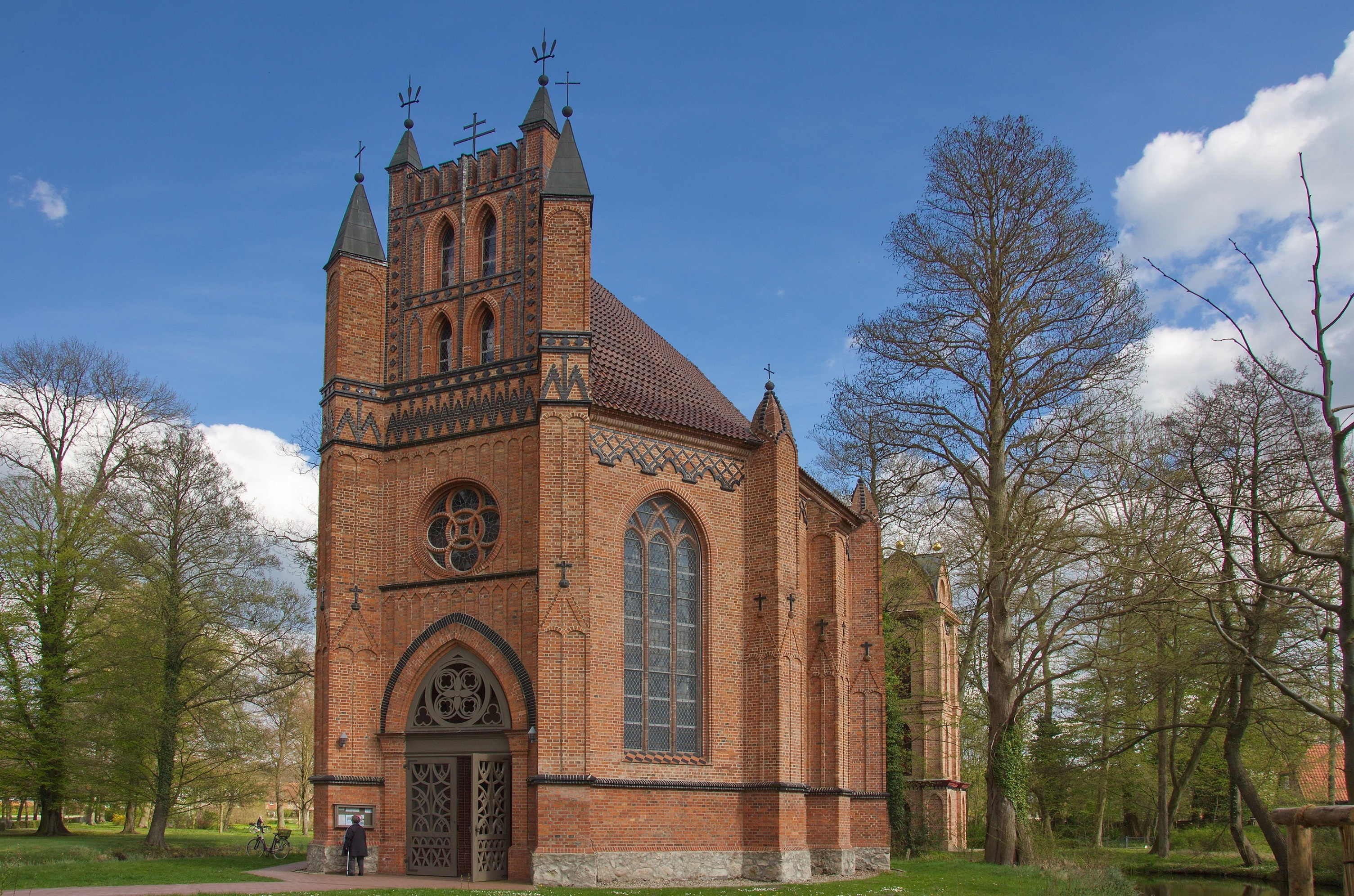
Kirche St. Helena und St. Andreas im Schlosspark Ludwigslust

St. Helena und Andreas ist die römisch-katholische Kirche in Ludwigslust, einer Stadt im Landkreis Ludwigslust-Parchim in Mecklenburg-Vorpommern. Sie liegt westlich von Schloss Ludwigslust im Schlosspark auf einer künstlichen Insel, und gehört zur Pfarrei Heilige Edith Stein im Erzbistum Hamburg.

## Bau und Ausstattung
Die kleine Backsteinkirche ist ein stilreines Beispiel der frühen Neugotik mit ihrer romantischen Rückwendung zu den scheinbar überzeitlichen Formen des Mittelalters. Wassergraben und Brücke unterstreichen diesen Zug. Die Portalfront erinnert an ein Stadttor aus der Zeit der norddeutschen Backsteingotik. Das Langhaus, eine dreischiffige Halle mit zwei Mitteljochen, einem zum Eingang sich verjüngenden Westjoch und einer polygonalen Apsis, gleicht einem Schiff. Die Gliederung erfolgt durch Strebepfeiler mit Spitzbogenfenstern. Das Hauptgesims ist klassizistisch ausgeführt. Die Fassade ist reich dekoriert mit einem rechteckigen Blendgiebel.
Der Turm mit dem Geläut steht jenseits des Grabens auf dem „Festland“.
In der überwölbten Vorhalle befinden sich Relieffiguren: die heiligen Andreas und Petrus sowie Johannes und Paulus.
Im Inneren fällt der Blick auf den fialenreichen Hochaltaraufbau; dabei handelt es sich ursprünglich um eine Schnitzarbeit des 15. Jahrhunderts aus dem Doberaner Münster (Levitengestühl), vermutlich ein Dreisitz, mit drei Bildfeldern, von denen zwei Gemälde der heiligen Helena und der heiligen Cäcilia von Rudolph Suhrlandt zeigen. Tabernakel und Orgelprospekt sind neugotische Mal- und Schnitzarbeiten. Dagegen sind die Apostelbilder der Chorfenster Glasmalereiarbeiten des 15. Jahrhunderts. Sie stammen aus dem 1805 abgerissenen Hamburger Dom. Die schlanken, achteckigen, teilweise blau glasierten Säulen tragen ein Sterngewölbe.

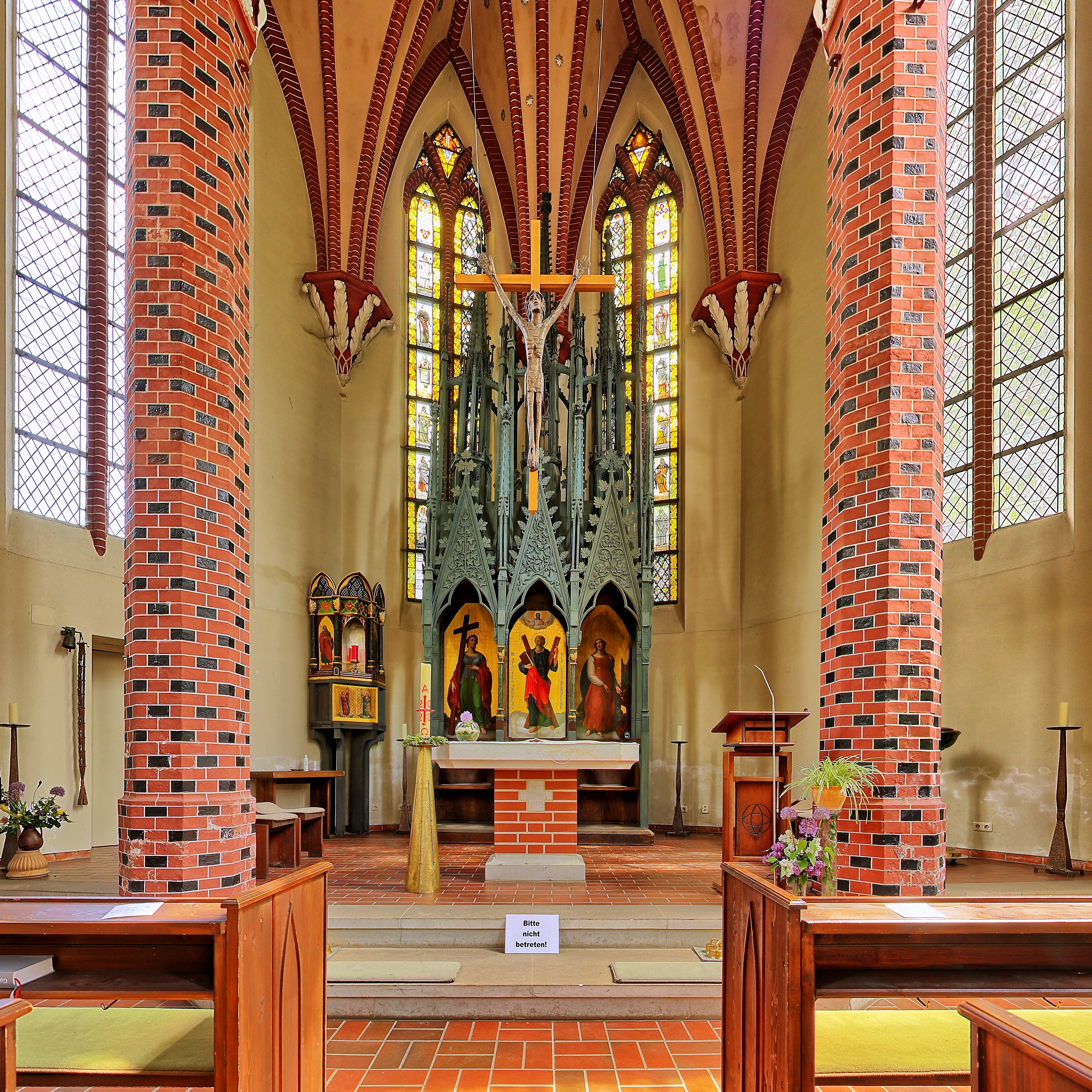
Altarraum
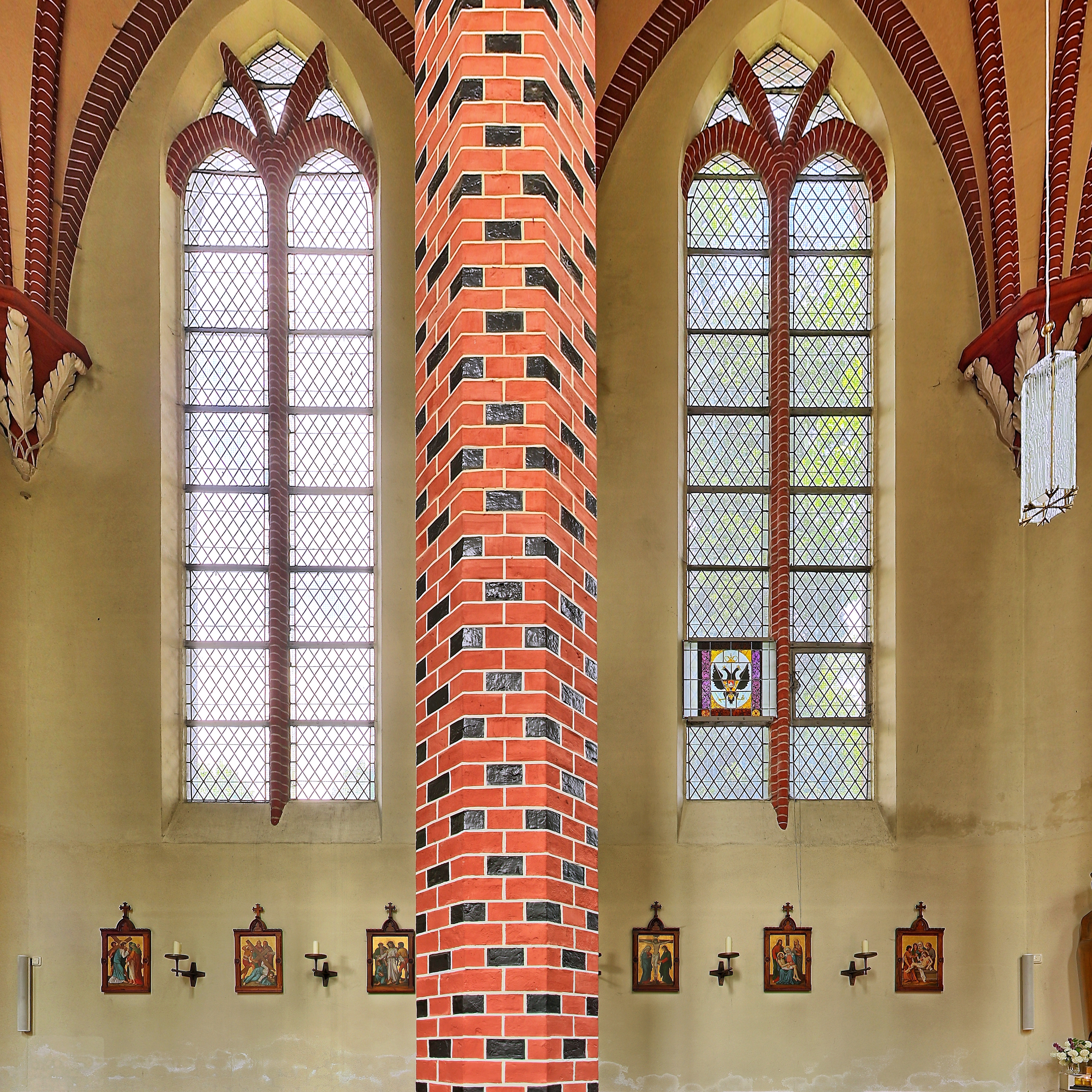
Nordschiff
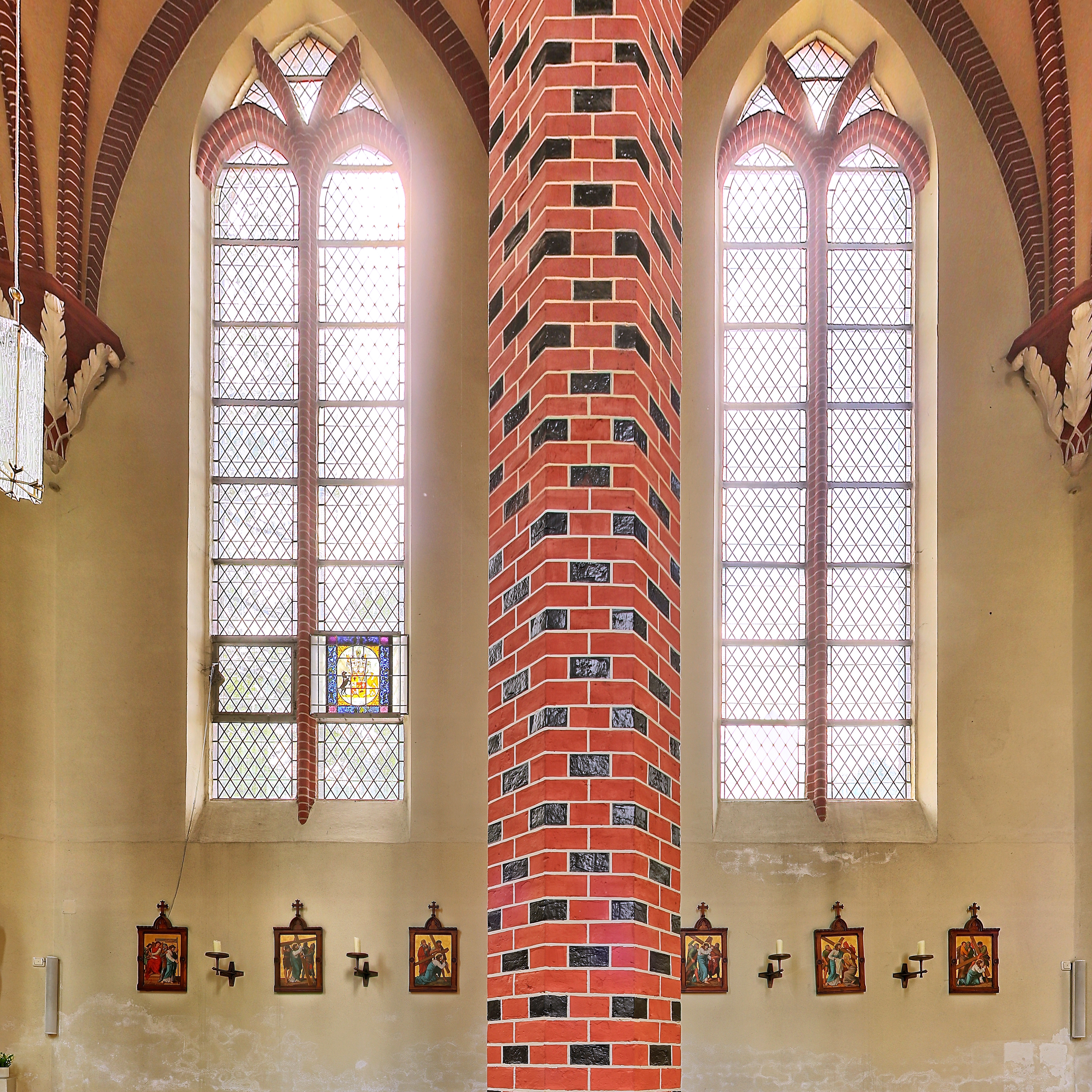
Südschiff
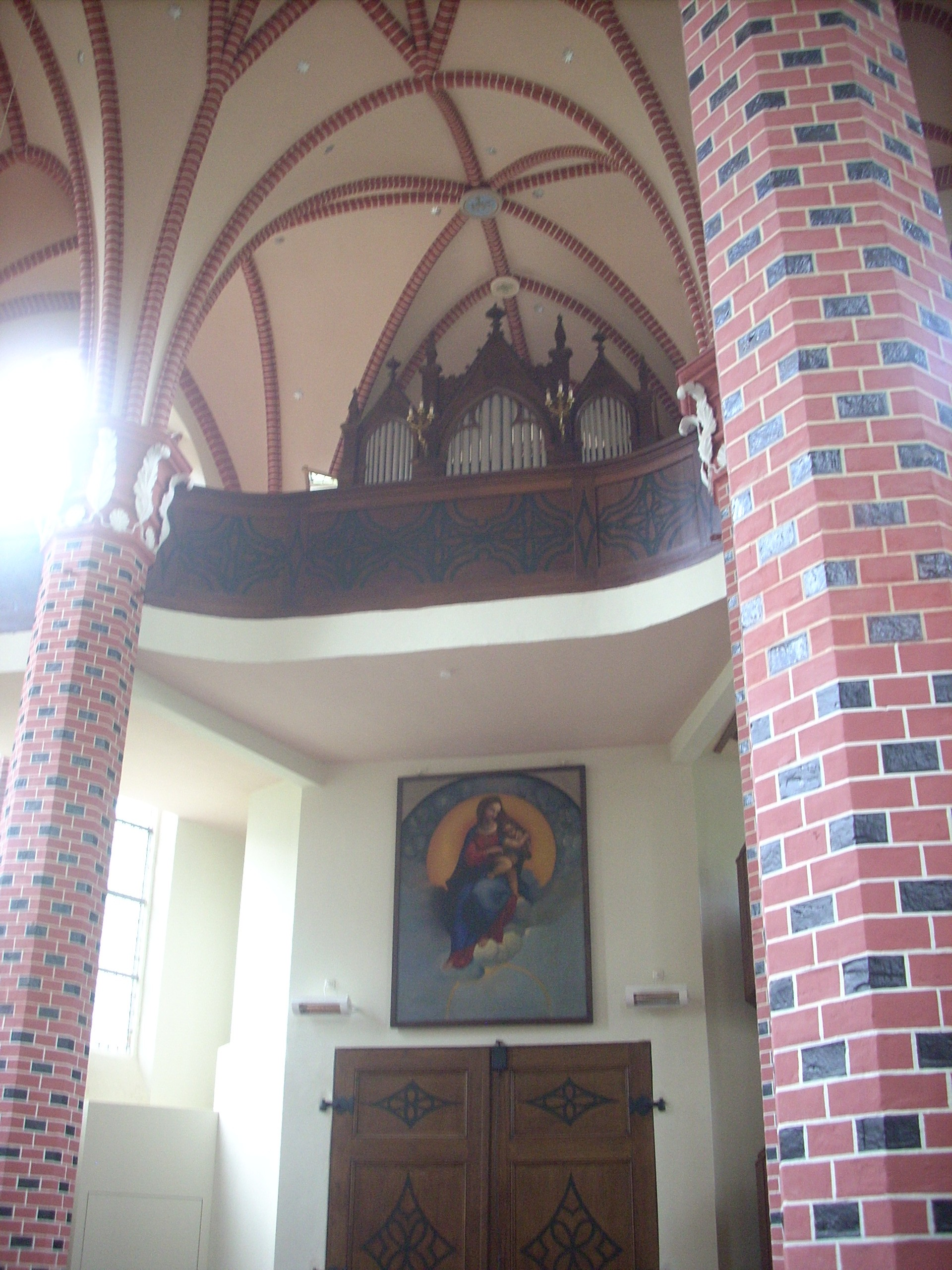
Westportal und Orgel
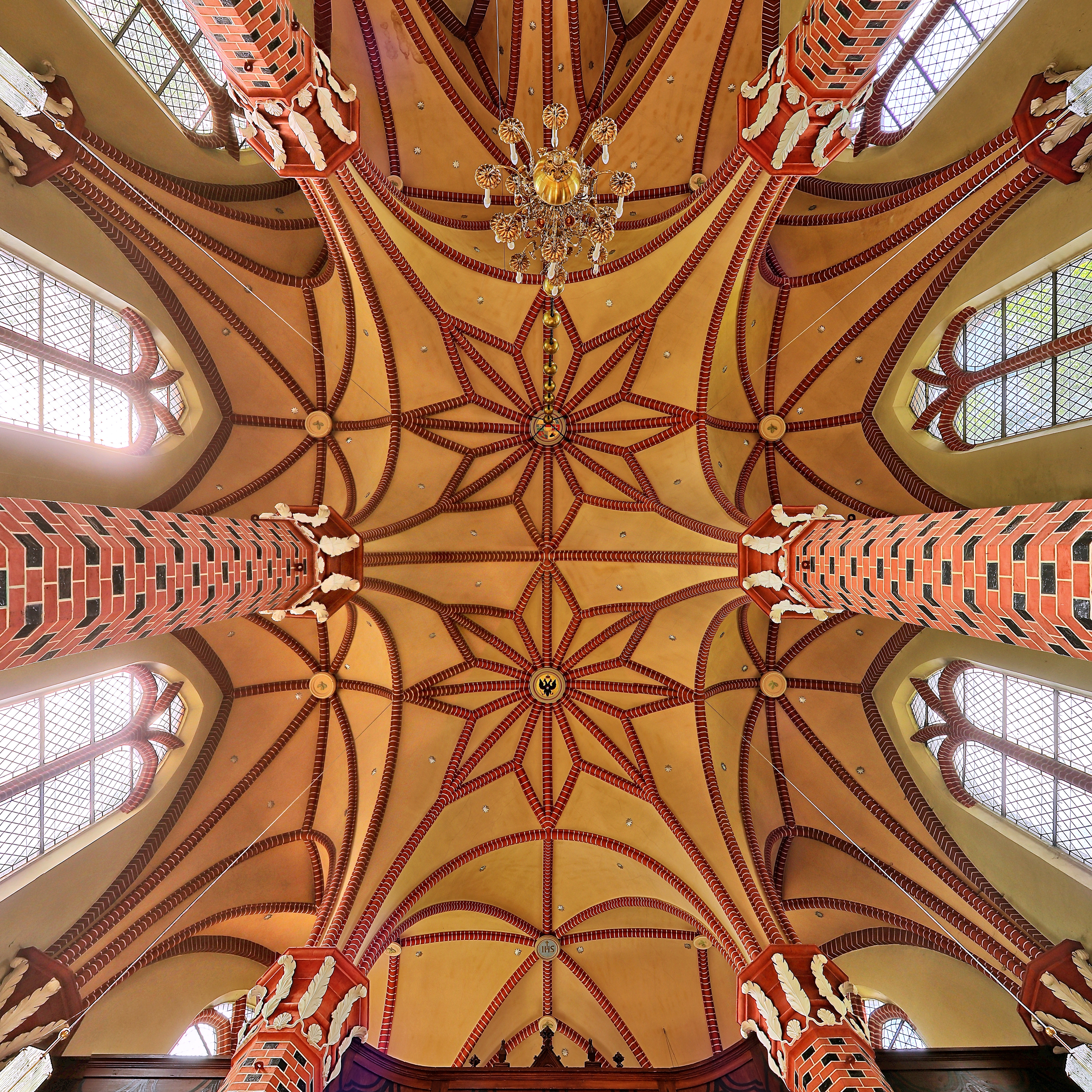
Sterngewölbe
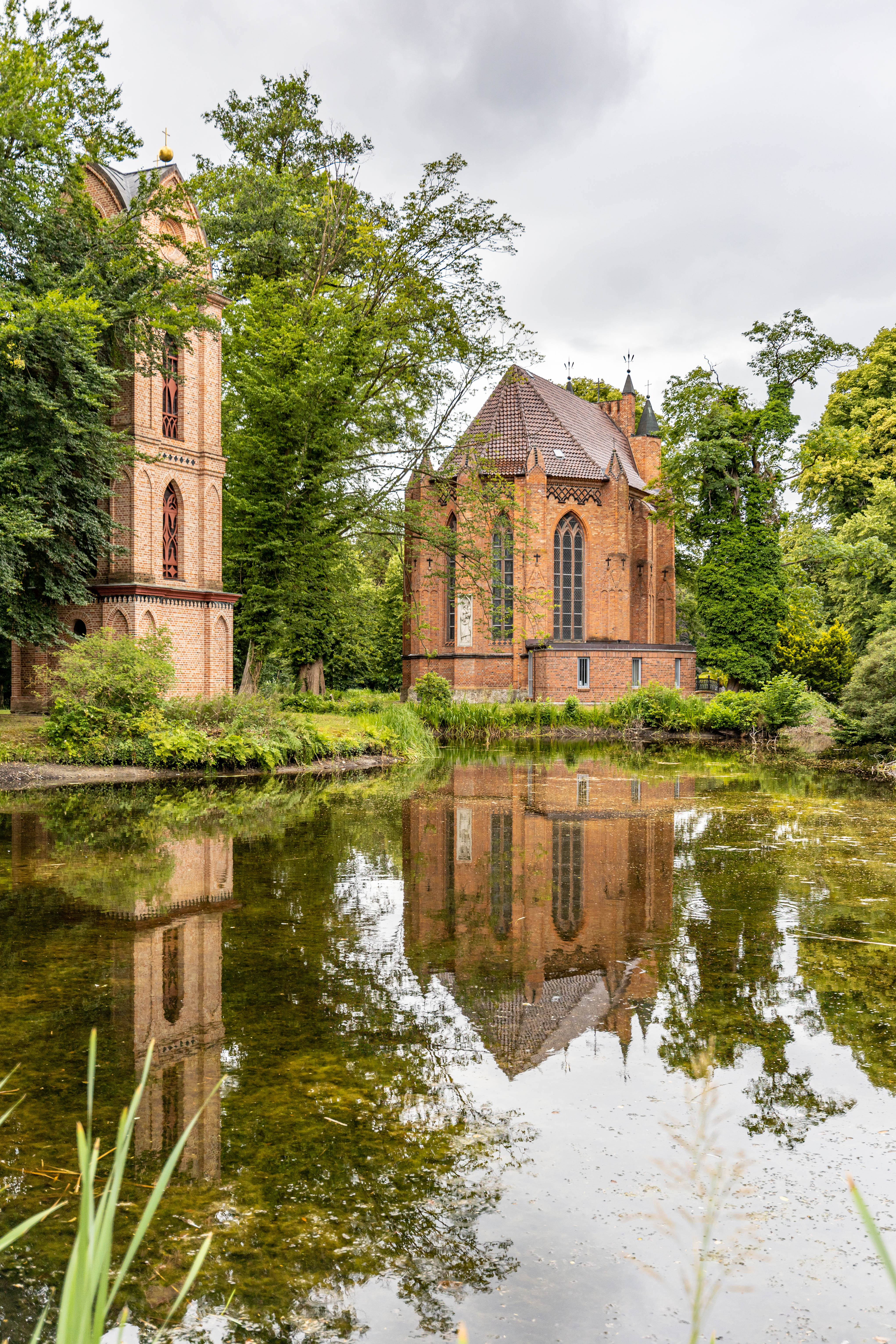
Der Kirchturm steht etwas abseits der Kirche

## Geschichte
Ab Mitte des 18. Jahrhunderts bauten die Herzöge von Mecklenburg-Schwerin Ludwigslust zu ihrer Residenz aus. Das repräsentative Schloss, die evangelische Hofkirche und ein umfangreicher Komplex von Wohn- und Wirtschaftsgebäuden waren noch vor der Französischen Revolution im spätbarock-klassizistischen Stil vollendet. Unter Friedrich Franz I. hielt die Romantik Einzug. Er blieb zwar Protestant, sympathisierte aber mit der katholischen Kirche und gab für die kleine katholische Gemeinde am Hof und in der Stadt 1803 den Bau der Kirche in Auftrag. Es war der erste neugotische Kirchenbau und ist nach St. Anna zu Schwerin die zweitälteste römisch-katholische Kirche in Mecklenburg.
Den Entwurf schuf Hofbaumeister Johann Christoph Heinrich von Seydewitz. Verzögert durch die Kriegswirren, konnte am 30. September 1809 die Kirchweihe vollzogen werden. Von Johann Georg Barca wurde die Ausstattung vollendet sowie 1817 der abseits stehende Glockenturm, ein sogenannter Campanile, hinzugefügt. Bei der St. Helena und Andreas in Ludwigslust handelt sich um den ersten Sichtziegel-Sakralbau seit dem Mittelalter, erst von 1824 bis 1831 folgte die Friedrichwerdersche Kirche von Karl Friedrich Schinkel in Berlin-Mitte.
Das Patrozinium der heiligen Helena erinnert an Erbprinzessin Helena Paulowna, die 1803 jung verstorbene Schwiegertochter Friedrich Franz’. Das Nebenpatrozinium des russischen Nationalheiligen Andreas weist auf ihre Herkunft.
Die neue katholische Gemeinde wurde am Andreastag 1809 als Missionspfarrei errichtet. Seit 1868 ist sie Pfarrei.
1821 bestattete man hier den zum Katholizismus konvertierten Herzog Adolf Friedrich zu Mecklenburg in einer Grabkapelle rechts neben dem Kircheneingang. Seine Gebeine wurden auf Wunsch des damaligen Herzogregenten Johann Albrecht am 9. November 1899 in das örtliche Louisen-Mausoleum überführt.
Während der Renovierung von 1985 bis 1988 erfolgte der Anbau einer Sakristei und die teilweise Erneuerung der Ausstattung. Von 2007 bis 2008 erfolgte die zweite große, recht aufwändige Restaurierung der Kirche, die dem Gebäude seinen besonderen Reiz wiedergab. Die Restaurierung des Turms wurde im November 2009 abgeschlossen.